# 唐家仁
唐家仁（1924年4月—2012年12月12日），笔名唐伽、唐承隋等，男，浙江龙游人，中国电影评论家、书法家、篆刻家，曾任《大众电影》副主编，中国电影家协会理事。